# フリードマン数
フリードマン数（フリードマンすう、英: Friedman number）とは、自然数のうち、その数に使われている数字を全て用いて、(I) 四則演算、(II) 累乗、(III) 複数個の数字を合わせて2桁以上の数にする、という3つの方法のうち少なくとも1つを用いて数式を作ることで元の数に一致させられる数のことをいう。ただし(III)の方法だけでフリードマン数を作ることはできないものとする。例として、25 (= 52) 、153 (= 51×3) 、 289 (= (8+9)2) などがある。

## 最初の 30 個のフリードマン数
- 25 = 52
- 121 = 112
- 125 = 51+2
- 126 = 6 × 21
- 127 = −1 + 27 , 27 − 1
- 128 = 28−1
- 153 = 3 × 51
- 216 = 61+2
- 289 = (8 + 9)2
- 343 = (3 + 4)3
- 347 = 73 + 4
- 625 = 56−2
- 688 = 8 × 86
- 736 = 7 + 36
- 1022 = 210 − 2
- 1024 = (4 − 2)10
- 1206 = 6 × 201
- 1255 = 5 × 251
- 1260 = 21 × 60
- 1285 = (1 + 28) × 5
- 1296 = 69−1 / 2 , 92 × 16
- 1395 = 15 × 93
- 1435 = 35 × 41
- 1503 = 3 × 501
- 1530 = 3 × 510
- 1792 = 7 × 29−1
- 1827 = 21 × 87
- 2048 = 84 / 2 + 0
- 2187 = (2 + 18)7 , 27 × 81
- 2349 = 34 × 29, …

（オンライン整数列大辞典の数列 A036057）

## 数学的性質
2つ以上の数の組で成り立つものもある。例えば、(128, 168) の組は 21×8=168 , 16×8=128 という関係が成り立つ。
0を含まないパンデジタル数の内フリードマン数であるものは以下の2つが知られていた。
123456789 = ((86 + 2 × 7)5 − 91) / 34 , 987654321 = (8 × (97 + 6/2)5 + 1) / 34
2020年時点で、0を含まない9桁のパンデジタル数と0を含む10桁のパンデジタル数のフリードマン数の一覧が発表されている。この中には以下のナイスフリードマン数が含まれている。
268435179 = –268 + 4 (3×5 – 17) – 9
25×102n で表される数は 500...02 と表せ、そこから連続するフリードマン数を得ることができる。例えば250068は 5002+68 と表せるフリードマン数であり、同様に250000から250099までの全ての整数はフリードマン数である。
5の累乗数、1024（210）から8388608（223）までの2の累乗数は全てフリードマン数である。またn進法での121は n2+2n+1 であり、これは (n+1)2 に等しいので全てのnに関して 121n = 112n が成り立つ。したがって何進法でも（どんな位取り記数法でも）121はフリードマン数である。
素数のフリードマン数は127が最小である。その数列は127, 347, 2503, 12101, 12107, 12109, 15629, 15641, 15661, 15667, 15679, 16381, 16447, 16759, 16879, 19739, …であり、オンライン整数列大辞典の数列 A112419を参照のこと。
ヴァンパイア数はすべてフリードマン数である。

## ナイスフリードマン数
ナイスフリードマン数 (nice Friedman number) とは、各桁の数字の順番通りに計算することで元の数に一致させられるようなフリードマン数である。そのような数の内最小のものは127であり、 −1+27 という形で表すことでナイスフリードマン数の条件を満たす。127から小さい順にナイスフリードマン数を列記すると
127 = −1+27 , 343 = (3+4)3 , 736 = 7+36 , 1285 = (1+28)×5 , 2187 = (2+18)7 , 2502 = 2+502 , 2592 = 25×92 , 2737 = (2×7)3−7 , 3125 = (3+1×2)5 , 3685 = (36+8)×5 , 3864 = 3×(−8+64) , 3972 = 3+(9×7)2 , 4096 = (4+0×9)6 , 6455 = (64−5)×5 , 11264 = 11×26+4 , … （オンライン整数列大辞典の数列 A080035）
ぞろ目の数の内最小のナイスフリードマン数は 99,999,999 = (9+9/9)9−9/9 −9/9 と表される。Brandon Owensは24桁以上のぞろ目数は何進法でもナイスフリードマン数になることを証明した。